# Carlos Giménez (cyclisme)
Pour les articles homonymes, voir Carlos Giménez.
Carlos Alberto Nuñez Giménez, né le 7 mai 1995 à Barquisimeto (État de Lara), est un coureur cycliste professionnel vénézuélien.

## Palmarès
- 2015
  - 2e du championnat du Venezuela sur route espoirs